# Maison à l'Ours noir (Thann)
Pour les articles homonymes, voir Maison à l'Ours noir.
La maison à l'Ours noir est un monument historique situé à Thann, dans le département français du Haut-Rhin.

## Localisation
Ce bâtiment est situé au 10, rue Saint-Thiébaut à Thann.

## Historique
L'édifice fait l'objet d'une inscription au titre des monuments historiques depuis 1934.